# Niphanda
Tribu
Genre
Niphanda est un genre asiatique de lépidoptères (papillons) de la famille des Lycaenidae et de la sous-famille des Polyommatinae. C'est l'unique genre de la tribu des Niphandini.

## Liste des espèces
D'après FUNET Tree of Life (6 février 2020) :
- Niphanda fusca (Bremer & Grey, 1853)
- Niphanda anthenoides Okubo, 2007
- Niphanda asialis (de Nicéville, 1895)
- Niphanda tessellata Moore, 1875
- Niphanda stubbsi Howarth, 1956
- Niphanda cymbia de Nicéville, 1884